# NGC 7317
NGC 7317 est une galaxie elliptique, composante du Quintette de Stephan et située dans la constellation de Pégase. Sa vitesse par rapport au fond diffus cosmologique est de 6 272 ± 35 km/s, ce qui correspond à une distance de Hubble de 92,5 ± 6,5 Mpc (∼302 millions d'al). NGC 7317 a été découverte par l'astronome français Édouard Stephan en 1873.
Selon la base de données Simbad, NGC 7317 est une galaxie active de type Seyfert 2. En raison d'une brillance de surface égale à 11,61 mag/am2, on peut qualifier NGC 7317 de galaxie présentant une brillance de surface élevée.
NGC 7317 est membre du groupe compact de Hickson 92 (HCG 92) et figure dans l'atlas des galaxies particulières d'Halton Arp sous la cote Arp 319,.
À ce jour, quatre mesures non basées sur le décalage vers le rouge (redshift) donnent une distance de 90,225 ± 20,981 Mpc (∼294 millions d'al), ce qui est à l'intérieur des valeurs de la distance de Hubble.

## NGC 7317 et le Quintette de Stephan

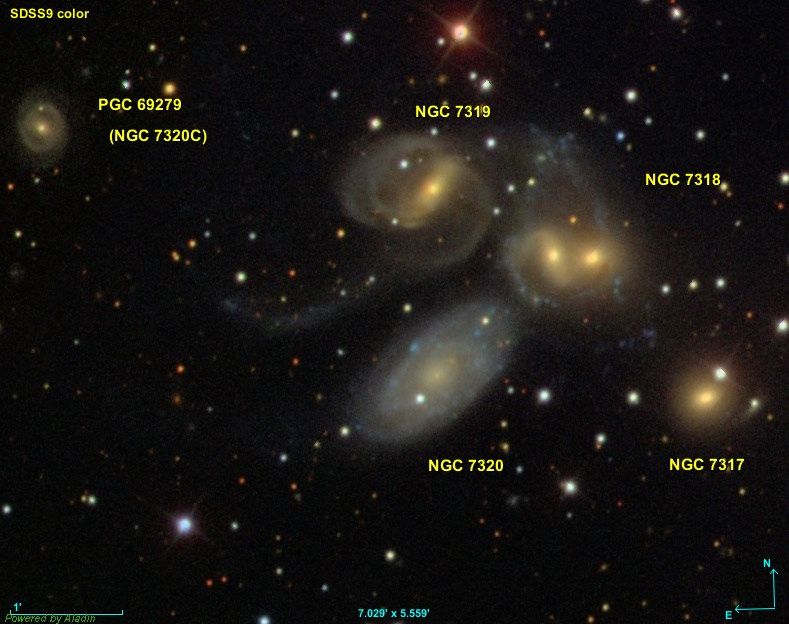
Vue des différents membres du Quintette de Stephan (image SDSS).

NGC 7317 est membre du Quintette de Stephan, un groupe compact de galaxies en interaction gravitationnelle. Diverses études au sujet de ce dernier ont permis de retracer son évolution et ses différentes interactions passées.
Dans le cas de NGC 7317, celle-ci semble apparaître relativement peu influencée par ses voisines galactiques, mais on pense qu'elle a pu effectuer dans un lointain passé divers passages dans le Quintette, ayant ainsi apporté son lot de perturbations gravitationnelles au sein du groupe,.
En 2018, à l'aide du télescope Canada-France-Hawaï, fut mis en évidence un vaste halo de vieilles étoiles autour de NGC 7317, probablement due à ces interactions.

## Galerie

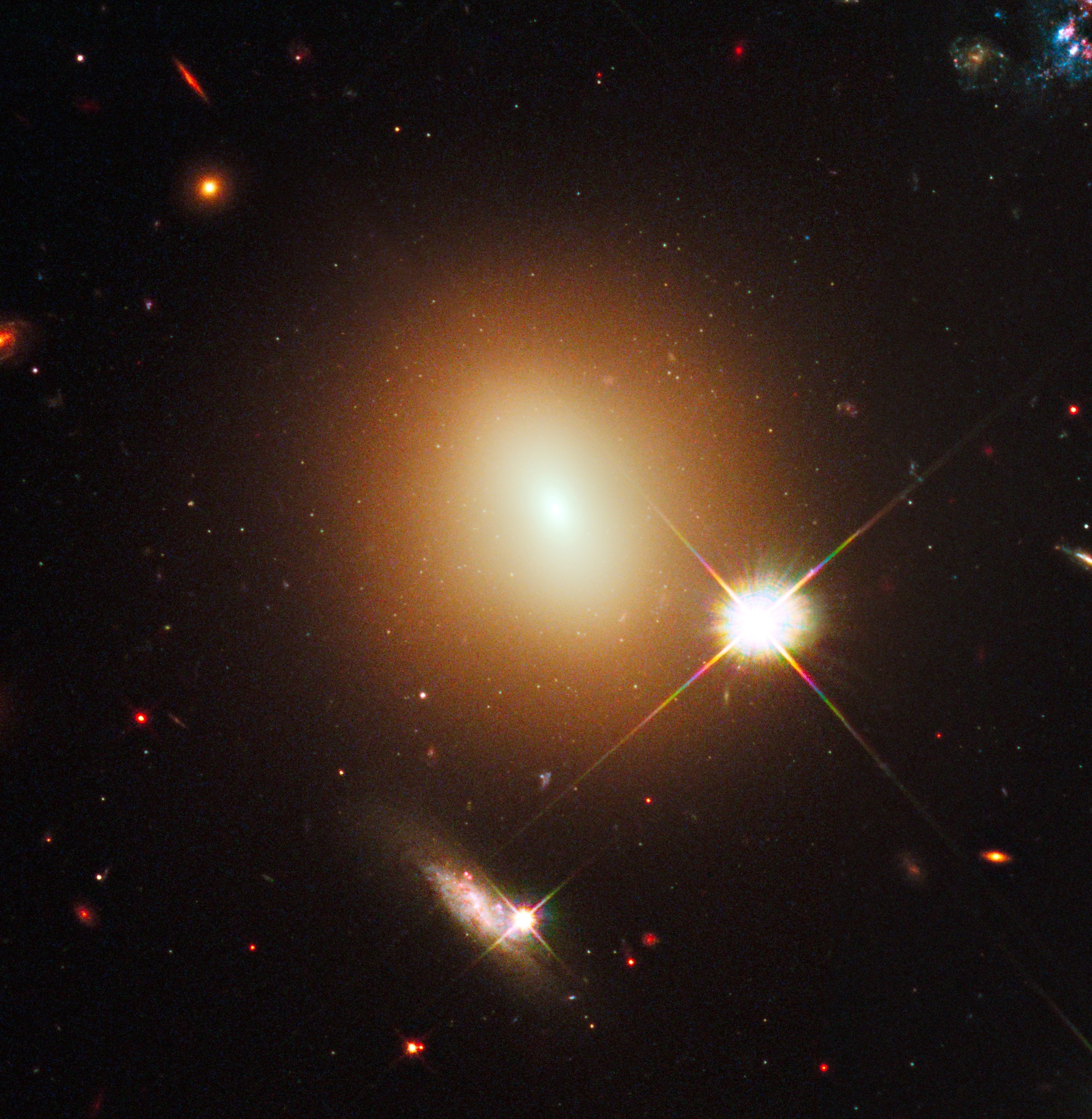
NGC 7317 imagée par le télescope spatial Hubble.
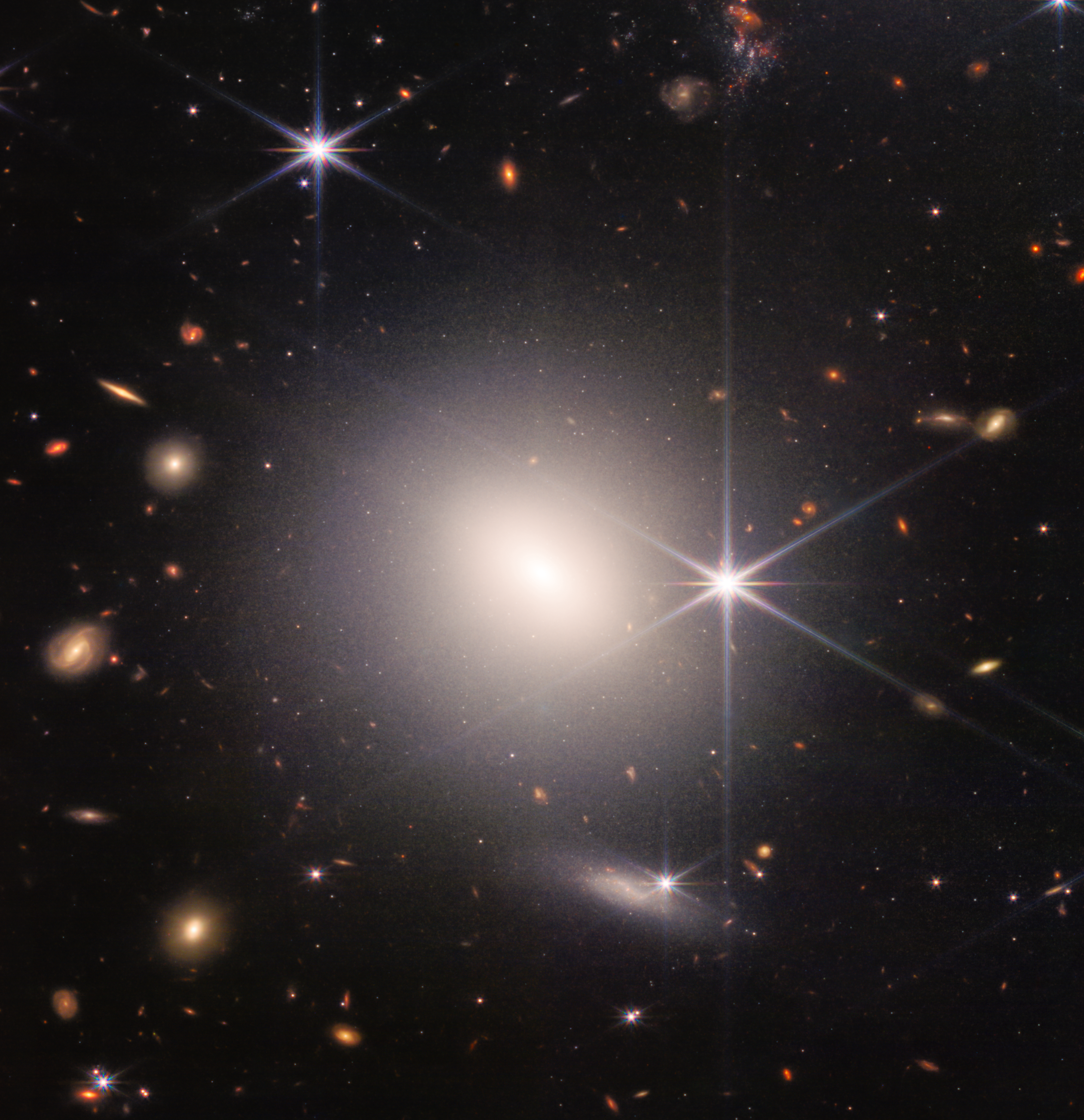
NGC 7317 imagée par le télescope spatial James Webb (2022).